# پرچم ایتالیا
پرچم ایتالیا، که اغلب در زبان ایتالیایی به‌عنوان «پرچم ملی سه‌رنگ» شناخته می‌شود، از سه رنگ سبز، سفید و سرخ با ویژگی‌های مساوی تشکیل شده که به صورت عمودی هستند. شکل کنونی این پرچم در ۱۹ ژوئن سال ۱۹۴۶ و به‌طور رسمی در تاریخ ۱ ژانویهٔ سال ۱۹۴۸ به تصویب رسیده است.
اولین نهادی که از پرچم سه‌رنگ ایتالیا استفاده نمود، جمهوری کی اسپادانا و در سال ۱۷۹۷ بوده‌است. پس از آن، ارتش ناپلئون بناپارت در ایتالیا بارها پیروز شد. در طی این دوران، بسیاری از جمهوری‌های کوچک عضو فرقهٔ مذهبی مخالف دولت و نیز اکثر ایالات کهن که هر کدام پرچم‌های گوناگونی برای خود داشتند، به‌طور مشخص از پرچم سه‌رنگ ایتالیا که از پرچم فرانسه در سال ۱۷۹۰ الهام گرفته‌بود، استفاده کردند. رنگ انتخاب‌شده برای پرچم توسط جمهوری، رنگ‌های سرخ و سفید بودند؛ رنگ انتخاب‌شده از پرچم میلان هم رنگ سبز بود که برگرفته از رنگ لباس گاردهای شهری میلان بوده‌است.
برخی از ارزش‌هایی که به رنگ‌های سه‌گانهٔ پرچم ایتالیا نسبت داده شده‌اند، رنگ سبز را نشانگر دشت و تپه، رنگ سفید را نشانگر قله‌های برفی رشته‌کوه‌های آلپ و رنگ سرخ را نشانگر خون‌های ریخته‌شده ایتالیایی‌ها در پی جنگ‌های استقلال‌طلبانه‌شان می‌داند. البته تفسیرهای مذهبی در این مورد، رنگ سبز را نشانگر امید، رنگ سفید را نشانگر ایمان و رنگ سرخ را نشانگر نیکوکاری می‌داند؛ این تفاسیر به «سه ارزش الهی» معروف‌اند.

## پرچم‌های پیشین

۱۷۹۶
۱۷۹۷
۱۷۹۸
۱۸۰۲
۱۸۰۵
۱۸۴۸
۱۸۴۹
۱۸۶۰-۶۱
پرچم ایتالیا در جشن روز جمهوری در این کشور